# Ángel María Candina
Ángel María Candina (San Salvador; 21 de mayo de 1792-Ciudad de México; 29 de enero de 1839) fue un sacerdote salvadoreño, uno de los firmantes del acta de independencia de América Central y miembro de la Junta Provisional Consultiva.

## Biografía
Candina nació en San Salvador el 21 de mayo de 1792 hijo del capitán Juan Francisco Candina Ortiz e Irene Cilieza Velasco y Castro. Creció en Sonsonate.
Quedó huérfano en 1804 y en el mismo año ingreso en el Seminario Tridentino de la Ciudad de Guatemala, gracias a una beca entregada por el arzobispo de Guatemala. Obtuvo el puesto de catedrático de prima Teología; dejando ese cargo 18 de octubre de 1815 cuando fue nombrado sacerdote.
A finales de 1815 se instaló para servir en el curato de Guaymango, renunció al curato en 1819 y volvió a Guatemala. En donde fue puesto como capellán en el Monasterio de Santa Teresa. Para luego servir en el curato de Nuestra Señora de Los Remedios en 1820.
Fue uno de los firmantes del Acta de Independencia de Centroamérica en 1821 y formó parte de la Junta Provisional Consultiva (que gobernó Centroamérica de 1821 - 1822), representando a la Alcaldía Mayor de Sonsonate. En enero de 1822 firma el acta de anexión al Primer Imperio Mexicano de Agustín de Iturbide. En septiembre de 1822, fue elegido para celebrar la misa de acción de gracias por el aniversario de la independencia. Ese mismo año fue elegido rector de la Universidad de San Carlos en Guatemala.
Apoyo a los conservadores durante la guerra civil mesoamericana (1826 - 1829), en noviembre de 1828 volvió a ocupar el cargo de rector de la Universidad de San Carlos. Pero cuando le liberal Francisco Morazán logró vencer y dar fin a la guerra civil centroamericana, puesto en prisión como reo de estado. Posteriormente se exilió y murió el 29 de enero de 1839 en Ciudad de México.